# Tensión angular
En estereoquímica, la tensión angular se refiere a una conformación específica en una molécula, en la que existen ángulos de enlace que se desvían de los ángulos de enlace ideales requeridos para conseguir la máxima fuerza de enlace. La máxima fuerza de enlace resulta del traslape efectivo de los orbitales atómicos en un enlace químico.
Generalmente, la tensión angular afecta a moléculas cíclicas, porque las moléculas no cíclicas conformarse termodinámicamente al estado estable más favorable (aunque no siempre sin tensión angular). La tensión angular en moléculas cíclicas también es denominada tensión de Baeyer.
Como un ejemplo de tensión angular, se pueden tomar los alcanos cíclicos, en los que cada átomo de carbono está unido por igual a dos carbonos y dos hidrógenos. Dado que cada uno de los cuatro enlaces de un átomo de carbono es equivalente a los demás, está hibridado en sp3, e idealmente debería tener ángulos de enlace de cos−1(−1/3) ≈ 109.5° (el ángulo que maximiza la distancia entre los átomos). Sin embargo, debido a las limitaciones de la estructura cíclica, esto solo se alcanza en un anillo de seis átomos de carbono - ciclohexano, y solo cuando está en su conformación de silla. Para otros alcanos cíclicos, los ángulos de enlace se desvían del ideal. En los ciclopropanos (3 átomos de carbono) y ciclobutanos (4 carbonos), los enlaces C-C-C -en base solo a consideraciones geométricas- debería ser 60° y 90°, respectivamente
La tensión angular y la tensión torsional se combinan para crear la tensión anular, que afecta a las moléculas cíclicas.
Otros ejemplos comunes de moléculas orgánicas con tensión angular pronunciada son los cicloalcanos, ciclofano, hidrocarburos platónicos y alquenos piramidales.

## Ejemplos
- ciclopropano, C3H6
- óxido de etileno CH2OCH2

- Datos: Q496309